# Ордена Вюртемберга

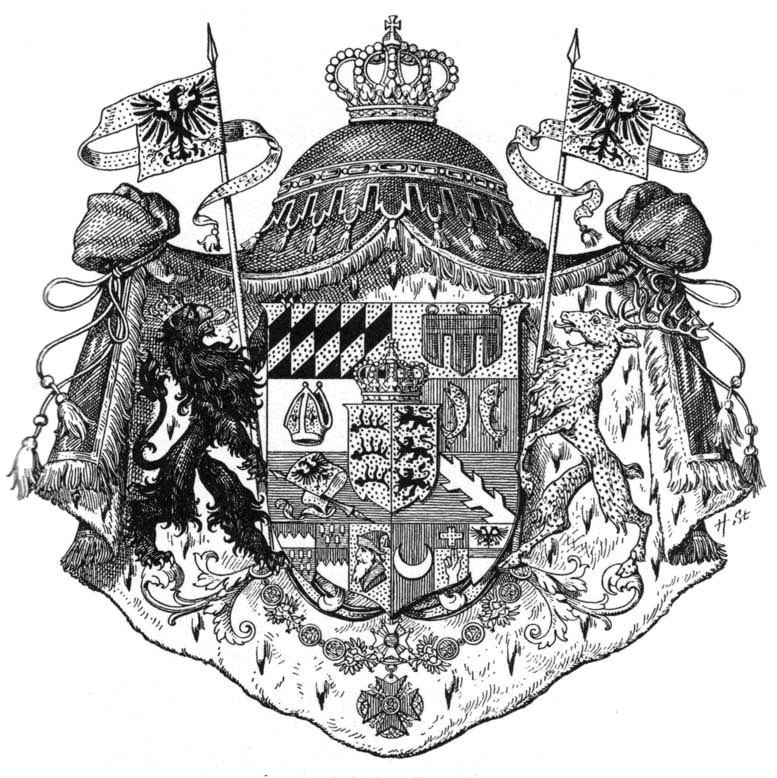
Большой герб королевства Вюртемберг.

Ордена Вюртемберга — знаки отличия (ордена) из наградной системы Королевства Вюртемберг.
Королевство Вюртемберг — одно из германских государств, территория которого ныне входит в федеральную землю Германии Баден-Вюртемберг. 
Правопредшественником королевства было герцогство с тем же названием. Статус королевства получен в 1806 году. Столицей королевства был Штутгарт. Несмотря на небольшие размеры, Вюртемберг, как и другие германские государства, воспроизводил «в миниатюре» все основные традиции более крупных монархий Европы, включая наличие собственной наградной системы.

## Ордена Вюртемберга
| Знак | Орден                       | Основан               | Упразднён             | Примечания |
| ---- | --------------------------- | --------------------- | --------------------- | --- |
|      | Орден Золотого орла         | 1702 год              | 23 сентября 1818 года | До 6 марта 1807 года назывался Охотничий орден Святого Губерта, также орден Большой охоты. Упразднён при образовании ордена Вюртембергской короны.          |
|      | Орден Гражданских заслуг    | ноябрь 1806 года      | 23 сентября 1818 года | Упразднён при образовании ордена Вюртембергской короны. |
|      | Орден «За военные заслуги»  | 11 февраля 1759 года  |                       | Образован под названием Военный орден Карла. 6 ноября 1799 года реформирован и получил новое название. Имел три степени.                                    |
|      | Орден Вюртембергской короны | 23 сентября 1818 года |                       | Образован путём слияния ордена Золотого орла и ордена Гражданских заслуг. Имел сложную систему степеней и медали, заменявшие младшие степени.               |
|      | Орден Фридриха              | 1 января 1830 года    |                       | Первоначально имел один класс, 3 января 1856 года разделён на четыре класса.                                                                                |
|      | Орден Ольги                 | 27 июня 1871 года     |                       | Назван по имени супруги вюртембергского короля, российской Великой княгини Ольги Николаевны. Имел одну степень. Мог вручаться как мужчинам, так и женщинам. |

## Другие награды
Помимо орденов, наградная система Вюртемберга  включала в себя ряд медалей и крестов, вручавшихся по разным поводам. Примерами таких наград могут служить Медаль Карла и Ольги и Крест Шарлотты.